# Atanazy (Kudiuk)
Atanazy, imię świeckie Alaksandr Kudiuk (ur. 18 lutego 1927 w Krasnej Wsi, zm. 1 maja 2002 w Permie) – biskup Rosyjskiego Kościoła Prawosławnego pochodzenia białoruskiego.

## Życiorys
Urodził się w rodzinie chłopskiej. W 1945 razem z całą rodziną przeprowadził się do Słonimia, a następnie wstąpił jako posłusznik do monasteru Zaśnięcia Matki Bożej w Żyrowicach. Rok później rozpoczął naukę w moskiewskim seminarium duchownym, które ukończył w 1948. Podjął wówczas naukę w Moskiewskiej Akademii Duchownej. Jako student II roku, w 1950, złożył wieczyste śluby mnisze przed goszczącym w ZSRR patriarchą Rumunii Justynianem, przyjmując imię Atanazy na cześć św. Atanazego Wielkiego. Ten sam hierarcha udzielił mu święceń diakońskich w dniu 23 maja 1950, w Ławrze Troicko-Siergijewskiej. W czerwcu 1952 hierodiakon Atanazy został wyświęcony na hieromnicha przez metropolitę nowosybirskiego i barnaułskiego Bartłomieja. W tym samym roku ukończył studia teologiczne, uzyskując tytuł kandydata nauk. Został zatrudniony w Moskiewskiej Akademii Duchownej jako bibliotekarz i wykładowca ustawu cerkiewnego w moskiewskim seminarium duchownym.
W 1955 na mocy decyzji patriarchy moskiewskiego i całej Rusi Aleksego został skierowany do eparchii taszkenckiej jako sekretarz jej ordynariusza i jeden z duchownych miejscowego soboru. Po roku przeniósł się do monasteru w Żyrowicach i podjął pracę wykładowcy w seminarium duchownym w Mińsku. W 1958 otrzymał godność archimandryty i został skierowany do pracy duszpasterskiej jako proboszcz soboru w Ałmaty. Po trzech latach wrócił na Białoruś i był proboszczem różnych parafii eparchii mińskiej oraz dziekanem monasteru w Żyrowicach.
Według zachowanych akt SB od 1965 był agentem radzieckich organów bezpieczeństwa, zaś w roku następnym brał udział w inwigilacji metropolity warszawskiego i całej Polski Stefana. W 1979 przybył do Polski ponownie i pragnął osiąść w monasterze św. Onufrego w Jabłecznej, ostatecznie jednak nie doszło do tego.
31 sierpnia 1980 miała miejsce jego chirotonia na biskupa pomocniczego eparchii mińskiej z tytułem biskupa pińskiego. W charakterze konsekratorów w ceremonii udział wzięli metropolici talliński i estoński Aleksy, miński i białoruski Filaret, arcybiskup smoleński Teodozjusz oraz biskup wileński i litewski Wiktoryn. W 1984 został wyznaczony na biskupa permskiego i solikamskiego. W 1995 otrzymał godność arcybiskupią.
Znał języki angielski, grecki i polski.
Urząd pełnił do 2002, gdy osiągnął wiek 75 lat i zgodnie z ustawem wewnętrznym Kościoła złożył prośbę o przeniesienie w stan spoczynku, która została przyjęta przez Święty Synod. W tym samym roku przebył wylew krwi do mózgu i zmarł. Został pochowany w soborze Trójcy Świętej w Permie.